# Tagaloscelimena aurivillii
Tagaloscelimena aurivillii är en insektsart som först beskrevs av Bolívar, I. 1887.  Tagaloscelimena aurivillii ingår i släktet Tagaloscelimena och familjen torngräshoppor. Inga underarter finns listade i Catalogue of Life.